# فرودگاه مولیکا لوژ
فرودگاه مولیکا لوژ (به انگلیسی: Mulika Lodge Airport) یک فرودگاه همگانی، غیرنظامی است که یک باند فرود آسفالت دارد و طول باند آن ۱۰۰۰ متر است. این فرودگاه در شهر مرو، کنیا کشور کنیا قرار دارد و در ارتفاع ۶۸۰ متری از سطح دریا واقع شده‌است.